# Raz-de-marée aux Pays-Bas en 1280
Le raz-de-marée survenu en 1280 aux Pays-Bas.